# Haruthiun Abeljanz

Haruthiun Abeljanz (1914)

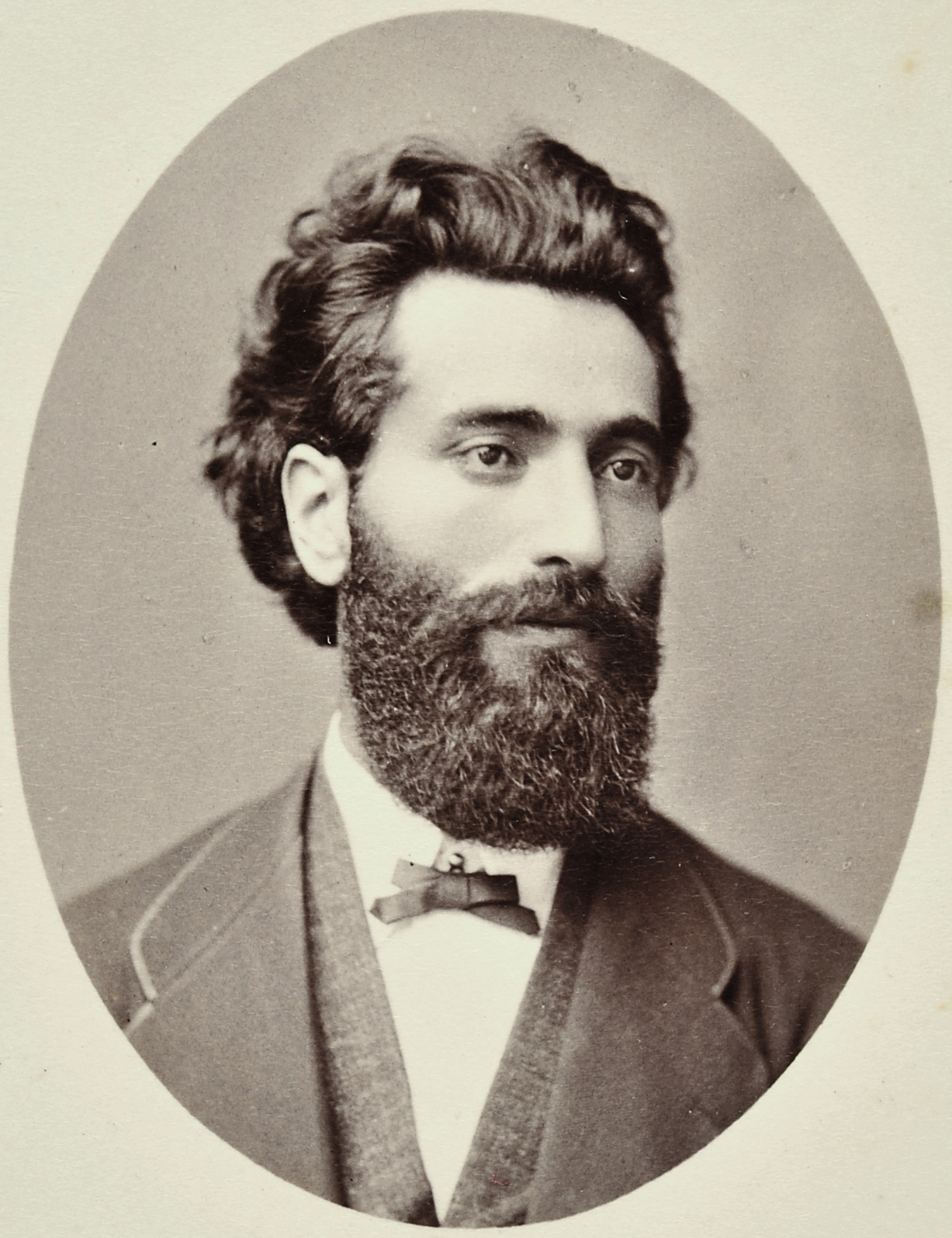
Haruthiun Abeljanz (ca. 1886)

Haruthiun Abeljanz (* 25. April 1849 in Lori, Armenien; † 10./11. Oktober 1921 in Zürich) war ein Schweizer Chemiker armenischer Herkunft. 

## Leben
Er studierte zunächst in Heidelberg, schrieb sich dann zum Sommer-Semester 1869 in der Philosophischen Fakultät II der Universität Zürich für Chemie ein und legte die Abschlussprüfung am 27. November 1871 ab, seine Promotion zum Dr. phil. erfolgte am 27. Februar 1872 bei Johannes Wislicenus aufgrund der Dissertation Über den Bichloräther. 1873 habilitierte er sich an der Universität Zürich und las in der Folge gleichzeitig an der Universität und am Polytechnikum.
Am 15. Februar 1877 trat er das neugeschaffene Amt des Kantonschemikers an. Als solcher war er für chemische Untersuchungen im Rahmen der Lebensmittel- und Trinkwasserüberwachung zuständig. Dieses Amt gab er am 20. April 1884 auf, nachdem er zum ausserordentlichen Professor für organische Chemie ernannt worden war. Am 26. Juli 1884 wurde er in Zürich eingebürgert.
Am 25. Oktober 1876 heiratete er in Fluntern die Ärztin Dr. Virginia Schlikoff (Jenja Schlikova, * 15. Juli 1853 in Moskau, † 26. September 1949 in Zürich). 1878 wurde ihnen eine Tochter Agnes Erika geboren; seine Tochter heiratete 1898 den Journalisten und Politiker Oskar Wettstein. Die Ehe wurde am 5. Juli 1902 geschieden.
1890 wurde Abeljanz zum ordentlichen Professor für organische Chemie ernannt und füllte dieses Amt bis zu seiner Emeritierung 1920 aus.
Seine erfolgreichste Publikation war der von Georg Städeler begründete, von Hermann Kolbe fortgeführte Leitfaden für die qualitative chemische Analyse, den er von der 9. Auflage (1891) an in zahlreichen Auflagen betreute und der auch in andere Sprachen übersetzt wurde.

## Werke
- Über den Bichloräther. Zürich: Zürcher & Furrer 1872
- Über Benzolkalium, in: Vierteljahrsschrift der Naturforschenden Gesellschaft in Zürich 20 (1875), S. 458–463
- (zusammen mit Georg Andreas Karl Städeler und Hermann Kolbe)  Leitfaden für die qualitative chemische Analyse. Zürich: Orell Füssli, 9. Aufl. 1891, 15. Aufl. 1921